# 글리제 320
글리제 320은 돛자리에 있는, 지구에서 36광년 떨어져 있는 단독성이자 오렌지색 왜성이다. 이 별의 겉보기 등급은 6.55로, 맨눈으로는 볼 수 없으며 쌍안경이나 작은 망원경으로 쉽게 관측이 가능하다. 분광형으로 보아 글리제 320은 우리 태양보다 모든 면에서 더 작고 어둡다.